# 王文芹
王文芹（1882年—？），字采章，直隶清苑人。

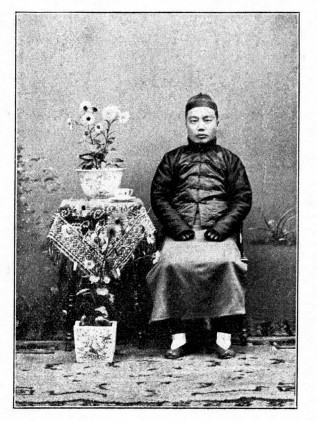
王文芹

王文芹由保定莲池书院出身，为桐城派的嫡传弟子。他是清末拔贡，后来毕业于畿辅大学。曾任直隶总商会协理、总农会协理等。1913年，当选为中华民国第一届国会参议员。他曾代理河间府同知，后任湖北省公署秘书、湖北巡按使公署教育科长。1914年跟随吕调元前往陕西，担任陕西巡按使公署教育科长，并兼任陕西图书馆馆长。1915年离任。次年，由袁世凯任命为华县知事。1916年国会复会后辞去知事，继续出任参议员。1918年，当选第二届国会众议员。1922年第一届国会二度复会，再任参议员。后曾在天津耀华学校担任国文教师。其后不详。